# Come On Over (Plain White T's)
Come On Over is het debuutalbum van de Amerikaanse groep de Plain White T's, uitgegeven in 2000.

## Nummers
1. Skinny Dipping
2. Behind
3. Kitty Cat Shirt
4. All Dressed Up
5. Maybe Another Day
6. Cinderella Story
7. I-88
8. Come On Over
9. Aud.
10. Round
11. Show Your Face
12. Rave
13. Comin' With the Quickness
14. Go Back

- Verscheidene songs van dit album werden gebruikt in de MTV-show Undressed.